# Kunsthalle Osnabrück

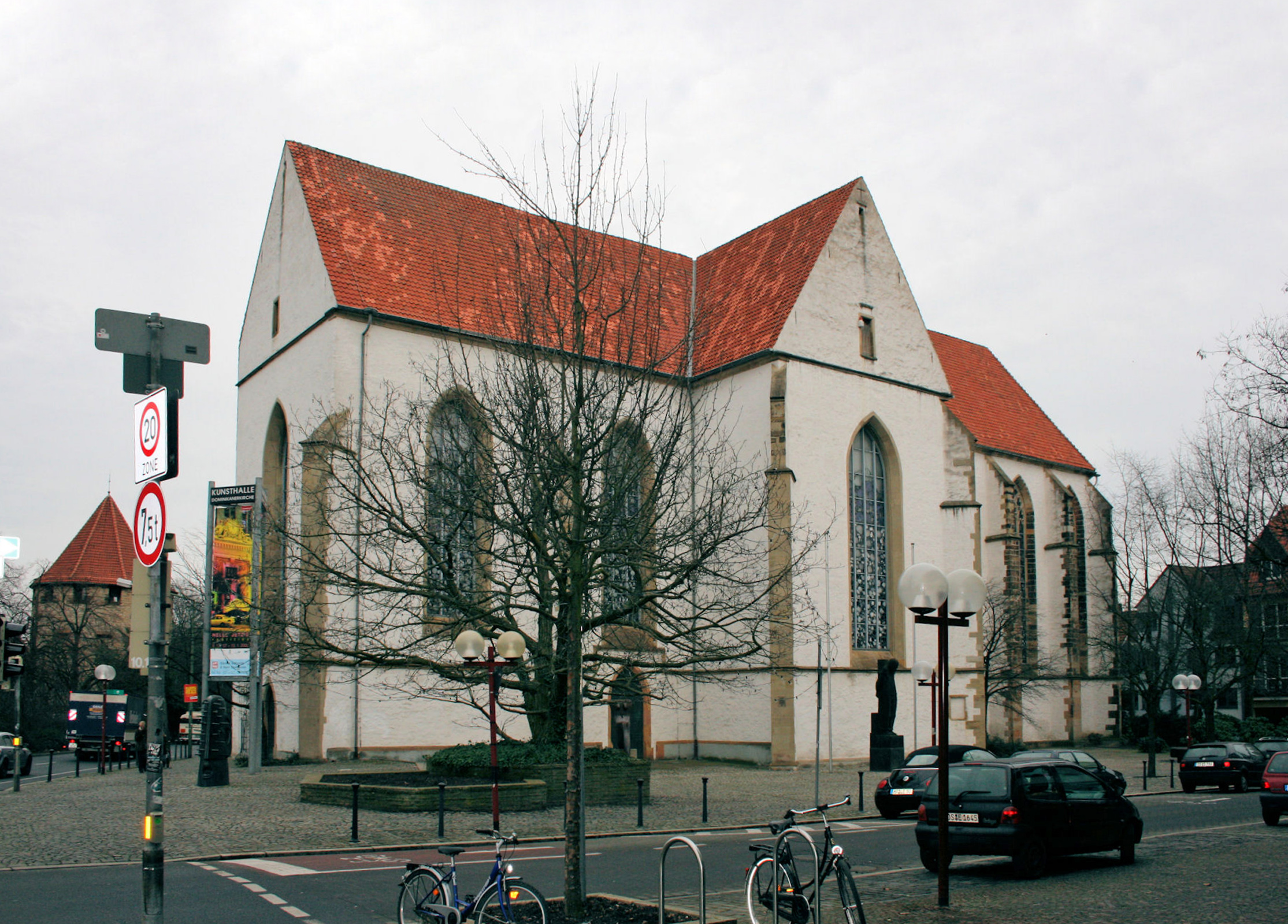
Die Kunsthalle Osnabrück in der früheren Dominikanerkirche, 2007

Die Kunsthalle Osnabrück (früherer Name „Kunsthalle Dominikanerkirche“) ist ein Ausstellungsgebäude in Osnabrück (Niedersachsen). Die Kunsthalle befindet sich in der früheren Klosterkirche des ehemaligen Klosters zum heiligen Kreuz des Dominikanerordens.
Die Kunsthalle untersteht dem Fachbereich Kultur der Stadt Osnabrück. In dem gotischen Kirchengebäude werden auf 665 Quadratmeter Fläche des Kirchenschiffs und 375 Quadratmeter der Vorhalle und des Kreuzganges wechselnde regionale und überregionale Ausstellungen der Bildenden Kunst der Gegenwart gezeigt.
Vom im 13. Jahrhundert gegründeten Dominikanerkloster ist neben der Kirche das vierflügelige Klostergebäude aus der Barockzeit erhalten, das von Behörden der Stadt genutzt wird.

## Geschichte
Das Kloster wurde auf Betreiben des Osnabrücker Bischofs Konrad von Rietberg (1270–1297) in der zweiten Hälfte des 13. Jahrhunderts gegründet. Er holte die Dominikaner in die Stadt, um die Stellung der Kirche gegenüber dem Rat zu festigen.
Auf den Resten eines älteren Gebäudes wurde um 1283 mit dem Bau begonnen. Als Stifter gilt Rembertus Düvelius, Herr zur (damaligen) Düvelsburg bei Osnabrück (* um 1275, † nach 1328, urk. 1295–1398, Stiftung 1295 zusammen mit seinem Bruder Albertus). Um 1295 konnten Teile des Klosters, das den Namen Kloster zum heiligen Kreuz erhielt, bezogen werden. Die Bevölkerung der Stadt bezeichnete es auch als Natruper Kloster oder Nottruper Kloster. Wahrscheinlich im Jahr 1297 wurde der Klosterchor geweiht. Von Papst Bonifatius VIII. erhielten die Mönche aus diesem Anlass einen Ablass.
In den ersten Jahren des 14. Jahrhunderts vergrößerte sich der Besitz des Klosters durch Schenkungen von Grund; das Kloster erhielt zudem einen Friedhof.
In Auseinandersetzungen zwischen der Leitung des Bistums und den Dominikanern untersagte das Domkapitel des Doms St. Peter den Osnabrücker Bürgern, die Ordensleute mit Lebensmitteln zu versorgen sowie an deren Gottesdiensten teilzunehmen. Der Konflikt wurde erst 1319 beigelegt.

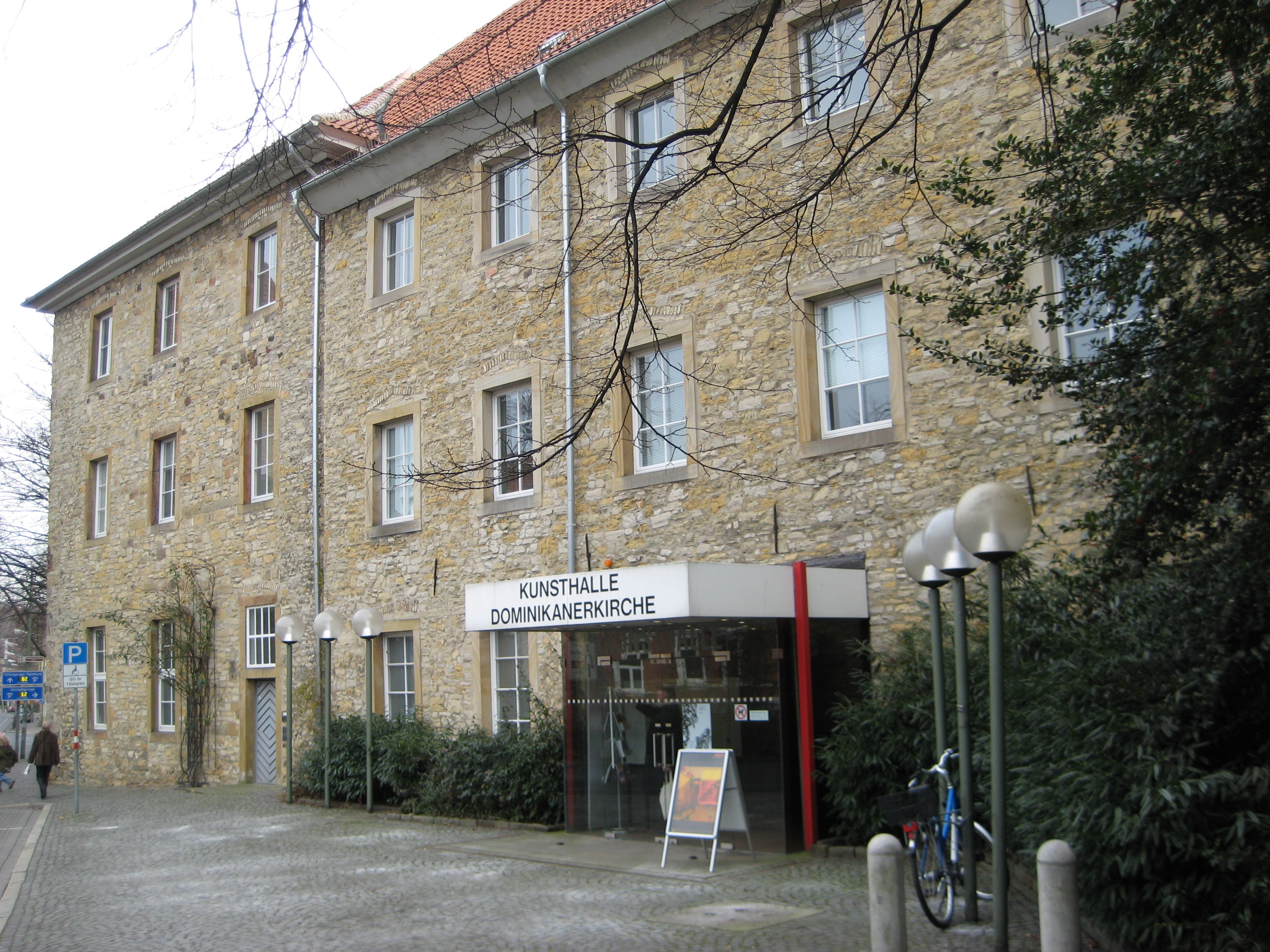
Klostergebäude des Klosters zum Heiligen Kreuz der Dominikaner, 2007

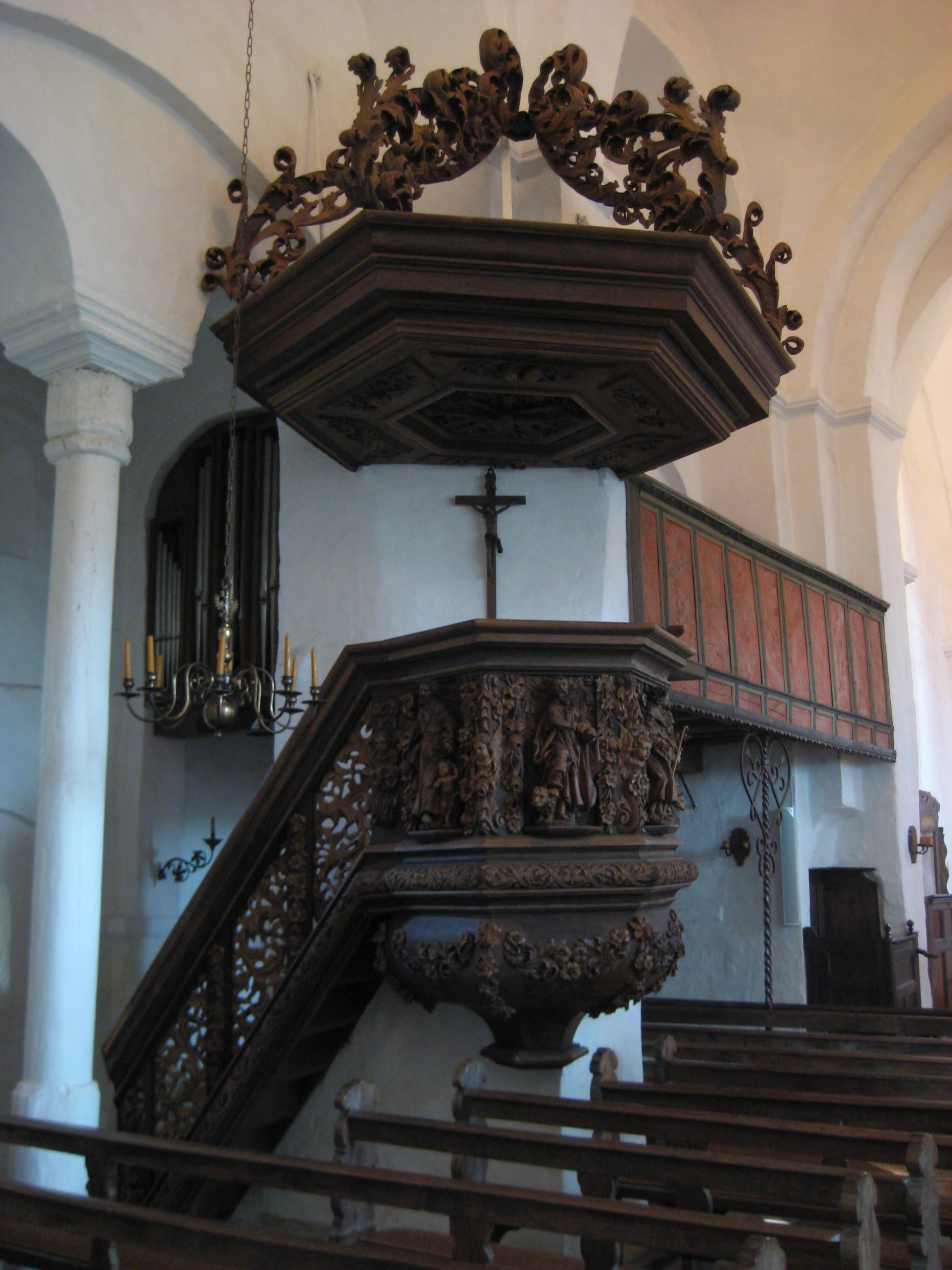
Die barocke Kanzel der früheren Klosterkirche wurde in der Alten St.-Alexander-Kirche in Wallenhorst untergebracht, 2008

Die weitere Bautätigkeit kam um 1348 durch Pestepidemien sowie durch die allgemeine Notlage in der Stadt, ausgelöst durch Dürre und Überschwemmungen der Hase, zum Erliegen.
1372 wurde das Kloster durch Feuer beschädigt. Abgeschlossen wurden die Bauten erst im 15. Jahrhundert, nachdem dem Kloster 1493 ein Steinbruch am Westerberg in Osnabrück für die Bauarbeiten gestiftet worden war.
In der Zeit der Reformation kam es 1521 erneut zu Konflikten zwischen den Ordensangehörigen und dem Rat der Stadt, der sich Martin Luthers Lehren angeschlossen hatte. Der reformatorisch gesinnte Bischof Franz von Waldeck wies den Prior an, das Kloster der Bevölkerung zur Nutzung als Hospital und Wohnstätte Bedürftiger zu überlassen. Zudem untersagte er den Mönchen, die Kirchenglocken zu läuten und Gottesdienste abzuhalten. Sie wehrten sich, räumten nicht das Feld und ließen den Volkszorn über sich ergehen. 1543 wurde das Kloster geplündert. Das Klosterarchiv ging zum Teil dauerhaft verloren; der Stadtrat ließ Wertgegenstände wie liturgisches Gerät aus Silber beschlagnahmen. Die Mönche wurden im Kloster eingesperrt. Sie überstanden die Blockade, die fünf Jahre gedauert haben sollen, weil sie heimlich von den Benediktinerinnen des Klosters Gertrudenberg aus Osnabrück und den Zisterzienserinnen des knapp zehn Kilometer nordöstlich gelegenen Klosters Rulle versorgt wurden.
In der ersten Hälfte des 17. Jahrhunderts während des Dreißigjährigen Kriegs erhielt das Kloster unter Bischof Franz Wilhelm von Wartenberg, der die Gegenreformation betrieb, die frühere Rechtsstellung zurück. So durften die Osnabrücker Dominikaner 1628 eine Prozession in der Stadt veranstalten. Materielle Unterstützung erhielten die Mönche 1644 während der Verhandlungen zum Westfälischen Frieden von den katholischen Gesandten, darunter Reichsgraf Maximilian von und zu Trauttmansdorff und der französischen Herzog von Longueville.
Zum Ende des 18. Jahrhunderts wurde das Kloster 1795 unter dem letzten Osnabrücker Fürstbischof, dem britischen Prinzen Friedrich August, Herzog von York und Albany als Unterkunft für britische Soldaten genutzt. Im folgenden Jahr wurde es zum Hospital ausgebaut. 1803 wurde das Kloster im Zuge des Reichsdeputationshauptschlusses aufgehoben. Die Ausstattung wurde entfernt und teilweise in andere Kirchen gebracht. So befindet sich die barocke Kanzel in der Alten St.-Alexander-Kirche in Wallenhorst und die wertvolle Klausing-Orgel von 1713 in der Meller St.-Matthäus-Kirche.
In der Zeit der französischen Besetzung 1803 bis 1805 diente das Kloster den französischen Truppen als Magazin. Zu Beginn des 20. Jahrhunderts sollte das leerstehende Kloster abgebrochen werden. Dazu kam es jedoch nicht.
Um 1910 wurde es während des deutschen Kaiserreichs als Kaserne der Infanterie genutzt; dafür wurden in die Klosterkirche Zwischendecken eingezogen.
1913 wurde die Kirche saniert. Eine weitere gründliche Sanierung erfolgte in den 1960er Jahren. Sie war 1966 abgeschlossen. Die Stadt Osnabrück benutzte die Kirche als Raum für Veranstaltungen wie Konzerte und Ausstellungen. 1991 wurde die Kirche in Kunsthalle Dominikanerkirche umbenannt und im folgenden Jahr zur Kunsthalle umgebaut.

## Kunsthalle
Im Jahre 1993 wurde die Kirche als Kunsthalle mit einer Retrospektive des Werks Arnulf Rainers wiedereröffnet. Leiter des Hauses war André Lindhorst, der das Museum mit schmalem Budget aufbaute, 22 Jahre lang bis 2013 führte, und zu dessen Ausstellungsbetrieb zuletzt Werkschauen von Günther Uecker und Markus Lüpertz gehörten.
Ab November 2013 agierte Julia Draganovic als Direktorin der Kunsthalle Osnabrück. Die erste von ihr kuratierte Ausstellung in der Kunsthalle, „Michael Beutler, Architekt – Etienne Descloux, Künstler“, war vom 12. September 2014 bis 11. Januar 2015 zu sehen.
Julia Draganovic wechselte am 1. Juli 2019 als Leiterin der Villa Massimo nach Rom.
Die Leitung der Kunsthalle übernahmen Anfang 2020 Anna Jehle und Juliane Schickedanz, die zuvor in Leipzig zusammen den Verein für zeitgenössische Kunst geleitet hatten. Sie eröffneten am 29. August nach Monaten der Vorbereitung das Ausstellungsprojekt Enttäuschung (bis 14. Februar 2021), das um Einzelpräsentationen der Werke von Aleksandra Domanović, David Polzin, Jovana Reisinger, Rosalie Schweiker und Mickey Yang ergänzt wird. Die Ausstellung verhebe sich am „übergroßen Ansatz“, urteilte Harff-Peter Schönherr in der tageszeitung.